# Ramil (Junquera de Espadañedo)
Ramil (llamada oficialmente San Miguel de Ramil) es una parroquia y un lugar del municipio español de Junquera de Espadañedo, en la provincia de Orense, Galicia.

## Organización territorial
La parroquia está formada por cinco entidades de población:
- Abelleira
- Casanova
- Marcelle
- Ramil
- San Miguel

## Demografía

### Parroquia
| Gráfica de evolución demográfica de Ramil (parroquia) entre 2000 y 2022 |
|                                                                         |
| Datos según el nomenclátor publicado por el INE.                        |

### Lugar
| Gráfica de evolución demográfica de Ramil (lugar) entre 2000 y 2022 |
|                                                                     |
| Datos según el nomenclátor publicado por el INE.                    |